# Apamea intacta
Apamea intacta là một loài bướm đêm trong họ Noctuidae.